# Сказочный подъезд
Сказочный подъезд — бывшая неофициальная достопримечательность города Киев. Находилась в жилом массиве Вигуровщина-Троещина по адресу: ул. Радунская, дом 26, 13-й этаж.

## История
Автором композиции стала киевский экономист и художница-любитель Татьяна Пика. Чтобы разнообразить обстановку многоэтажного жилого дома, она начала оформлять стены подъезда, где расположена её квартира, фигурами сказочных существ и яркими рисуночными композициями. Работа началась около 2010 года и длилась около 5 лет. В квартире было использовано более 5 тонн гипса, камни свозились со всех горных массивов, встроенные линзы создавали причудливые блики. Квартира полностью превратилась в сказку. Активную помощь в создании композиции оказали жители подъезда и их дети, предоставлявшие материал для отдельных фигур композиции.
Несмотря на известность Сказочного места и неоднократные публикации в средствах массовой информации, подъезд не являлся официальной туристской достопримечательностью, так как был расположен в обычном жилом доме, и территория не имела охраняемого статуса.

## Демонтаж
По состоянию на февраль 2017 года этаж был полностью очищен от украшений и скульптур. Т. Пика продала свою квартиру, а новые владельцы приняли решение демонтировать всю её работу.

## Галерея

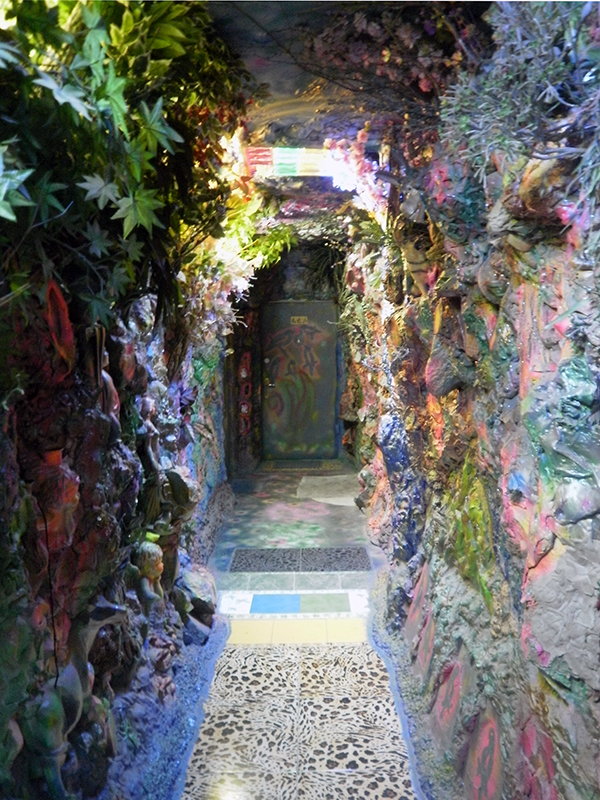
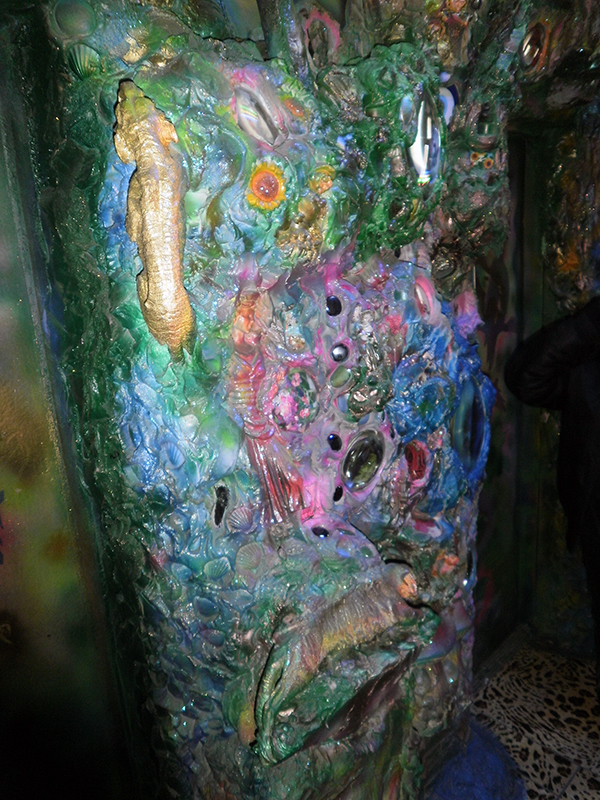
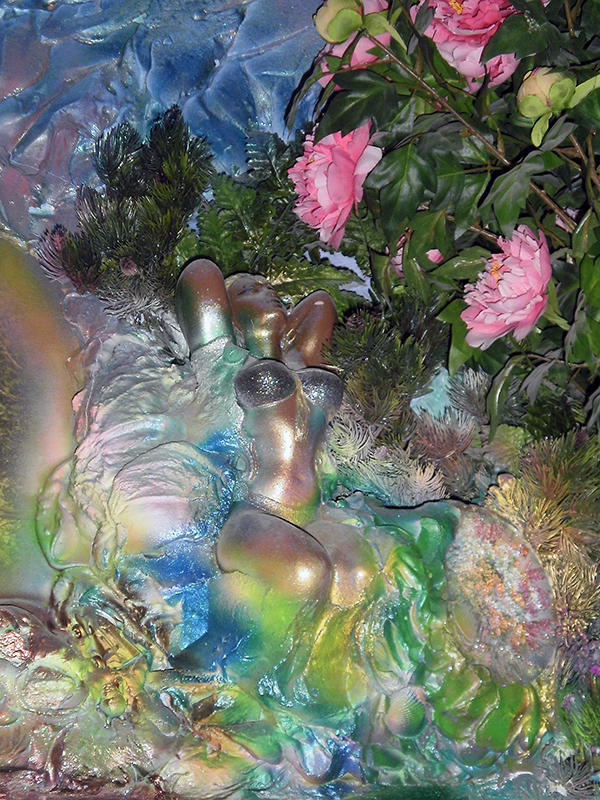
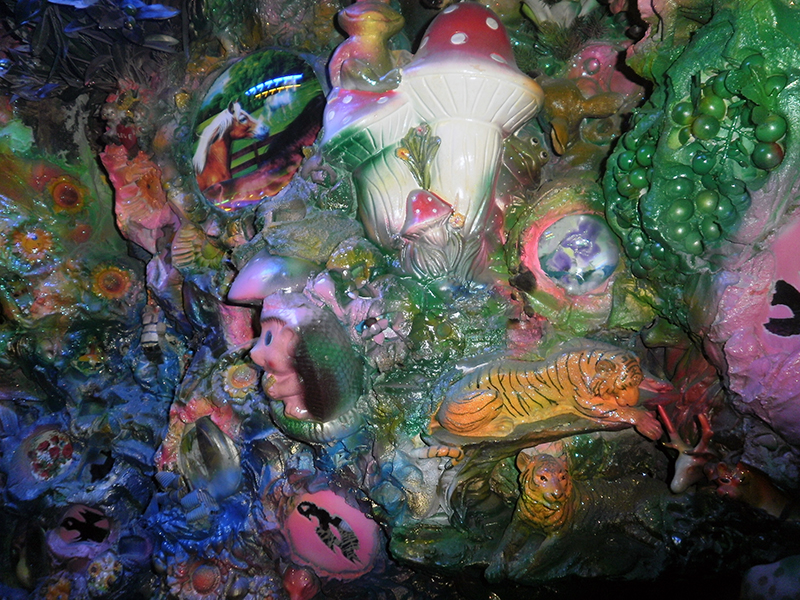
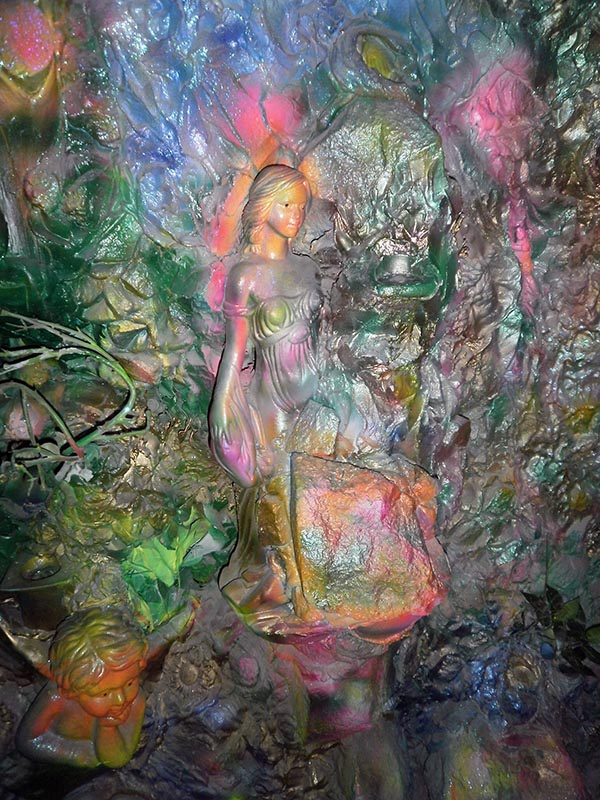
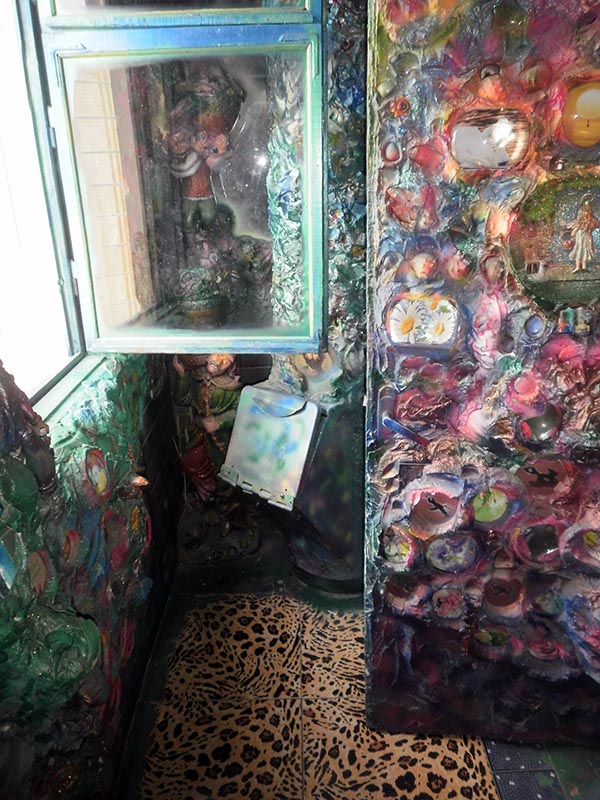
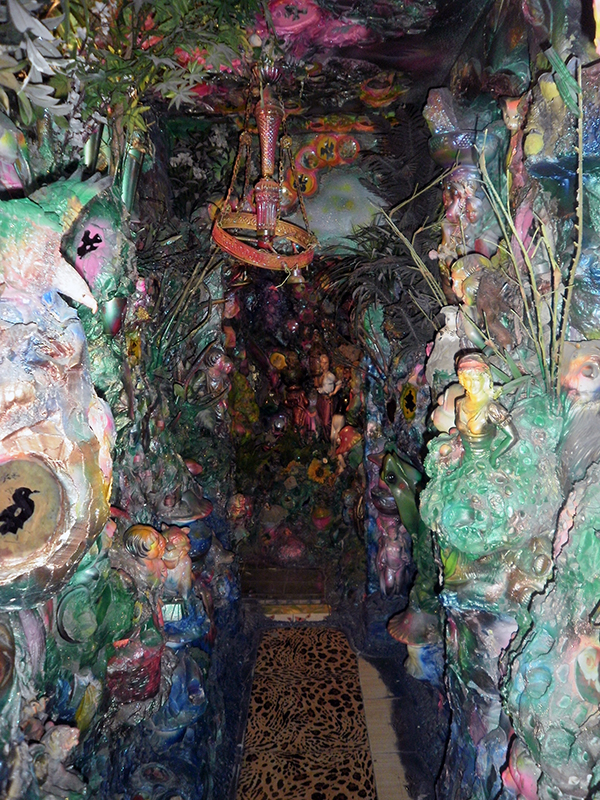
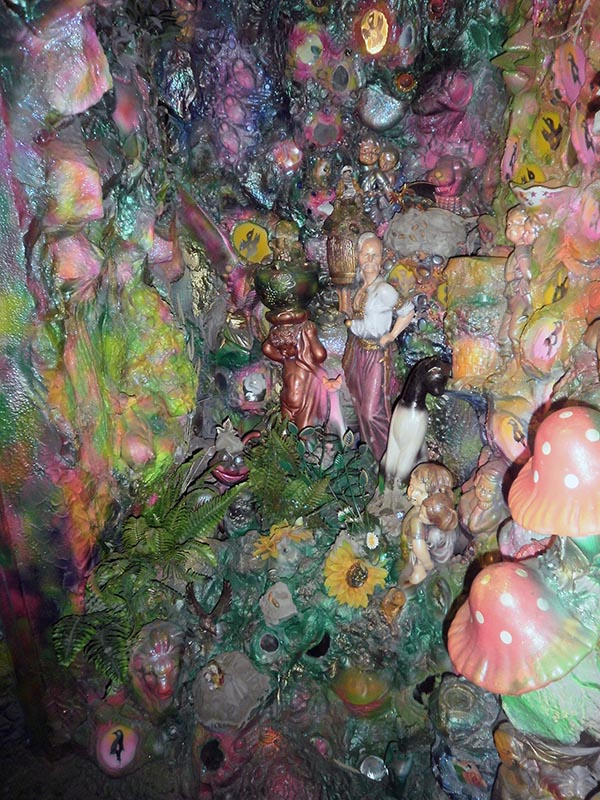
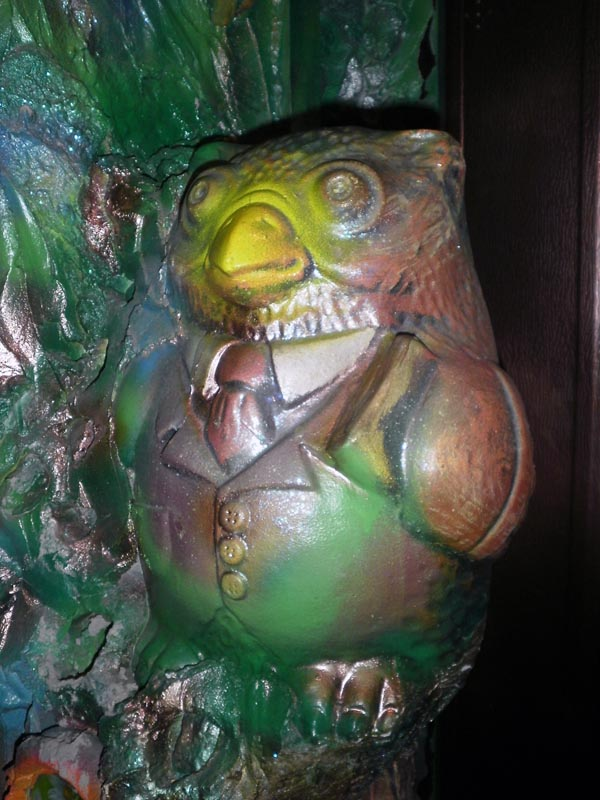
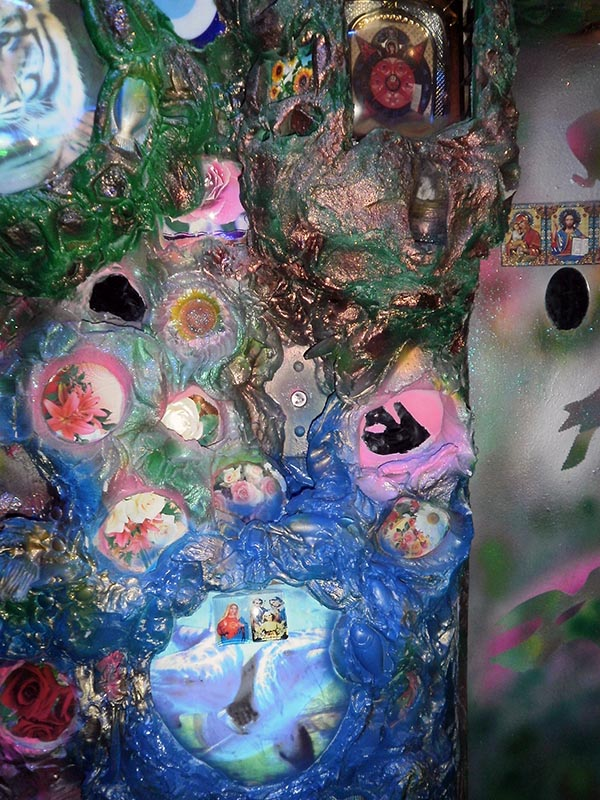